# Luciluco
En la mitología griega, Luciluco es el nombre que recibe un bosque sagrado de Mesenia, donde Lico, hijo de Pandión, purificó a todos los iniciados en el culto de Ceres.